# Tri sestre (Krek)
Tri sestre so drama, ki jo je napisal Janez Evangelist Krek.

## Osebe
- Orel, kmet
- Helena, njegova žena
- Majda, Špela, Ana, hčere
- Anjon, organist
- Gabrov Franca, kmet
- Jera, dekla pri Gabrovih
- Berač

## Povzetek

### 1. dejanje
Majda je pobožnjakarsko ogorčena nad »pohujšanjem«, ki da ga zganja Ana s svojim Antonom. Toda oče Orel je ne posluša, čez glavo ima svojih sitnih hčera, všeč mu je le Špela, močna, bojevita in delovna za tri dedce. Zanjo je bil slišal tudi France in jo pride snubit. Špela se divje brani, ona nima časa, da bi mislila na take traparije. France pa ne izgubi poguma, jo bo že ukrotil, da bosta oba zadovoljna. 

### 2. dejanje
Ana prireja možu sceno za sceno, ljubosumna je na pevke, na njegovo delo, hoče si ga popolnoma podrediti. Anton ji skuša ustreči, končno pa le izgubi potrpljenje in udari po mizi, Majda ki je prišla na obisk in s svojimi nauki le priliva olja na ogenj, pa vrže skozi vrata. Iz trte izviti prepir med zakoncema se stopnjuje, dokler Ana z »zlomljenim srcem« moža ne zapusti in se zateče k Špeli na Gabrovino. - Orel pride povprašat, kaj se je zgodilo in nesrečnemu zetu svetuje, naj se nič ne razburja; tudi njemu je žena dvakrat ušla, pa vselej prišla nazaj in sta še danes skupaj. Le vajeti naj nategne, sicer bo sam za konja.

### 3. dejanje
Špela se vsa divja vrne z možem od maše, že prvo nedeljo po poroki mora poslušati, da je mož glava! Hoče se prepirati, nič ji ni prav, a France
ravna pametno: v vsem ji ustreže, pa tako pretirano, da postane Špela negotova; ko pa zavzdihne, do bi se najrajši utopila, France takoj uslužno ukaže hlapcu, naj
jo z vozom zapelje do mostu. Tedaj se Špelina ihta zlomi, prizna, da je mož glava in se pobota z možem in deklo Jero. Počuti se lahka, vesela, ozdravela je. Ko
pride Ana, ji ne da potuhe, pač pa ji priporoči krotkost in potrpežljivost; to Ano tako pretrese, da se tudi v njej nekaj premakne. Zdaj pridejo še oče, mati in
Majda in veliko je njih veselje, ko vidijo, do je Ana že potolažena in pripravljena na spravo z možem. Celo Majda je dobila ženina, starega in vdovca, po vendar -
srečna bo, če se bo le naučila, da je mož glava!